# Хава нагила
Хава нагила (на иврит: הבה נגילה – „Да се радваме“) е еврейска народна песен, често изпълнявана по сватби и тържества, известна сред еврейската и ромска общност.

## История
Според източници мелодията е взета от украинската народна песен от Буковина, а текстът вероятно дело на музиколога Аврам Цви Иделсън, написан през 1918 г. в честване победата на Великобритания в Палестина по време на битките в района през Първата световна война.

## Текст
| транскрипция            | иврит                 | български                               |
| ----------------------- | --------------------- | --------------------------------------- |
| Хава нагила             | הבה נגילה             | Да се радваме,                          |
| Хава нагила             | הבה נגילה             | Да се радваме,                          |
| Хава нагила венисмеха   | הבה נגילה ונשמחה      | Да се радваме и ликуваме.               |
|                         | (припев x 1)          |                                         |
| Хава неранена           | הבה נרננה             | Да пеем,                                |
| Хава неранена           | הבה נרננה             | Да пеем,                                |
| Хава неранена венисмеха | הבה נרננה ונשמחה      | Да пеем и да ликуваме.                  |
|                         | (припев x 1)          |                                         |
| Уру, уру ахим!          | !עורו, עורו אחים      | Събудете се, събудете се братя!         |
| Уру ахим белев самеах   | עורו אחים בלב שמח     | Събудете се братя с радостни сърца.     |
|                         | (припев x 4)          |                                         |
| Уру ахим, уру ахим!     | !עורו אחים, עורו אחים | Събудете се, братя, събудете се, братя! |
| Белев самеах            | בלב שמח               | С радостни сърца.                       |